# Magdalenià superior
El magdalenià superior és una fase de la cultura del magdalenià, al Paleolític superior. Té tres estadis:
- Magdalenià superior, estadi I, caracteritzat pels prototipus d'arpons. Es troben moltes estatuetes d'embalum rodó, fetes amb banya buida de ren i de vegades de marfil. També es troben els anomenats «bastons de comandament»; són bastons perforats de banya de ren que malgrat el seu nom no se sap per a què s'utilitzaven. Apareixen les primeres figures de peix i de cap de cavall. El gravat es desenvolupa. Existeixen algunes plaques de pedra calcària que representen sobretot animals. També hi ha gravats en ossos i en banyes de ren i als bastons de comandament i algunes peces modelades amb argila. S'han fet algunes troballes d'art decoratiu, amb motius geomètrics, principalment espirals. La pintura és policromada i la perspectiva s'ha redreçat. El traç és més fi. De vegades es grava els animals abans de pintar-los.
- Magdalenià superior, estadi II, caracteritzat per arpons d'una sola filera de dents i per l'existència de tridents; també hi ha puntes de mosca magdaleniana de sílex.
- Magdalenià superior, estadi III, caracteritzat per arpons de doble filera de dents, burís «pic de lloro», puntes azilianes, micro-raspadors curts, micròlits geomètrics i puntes pedunculars.

Durant aquesta fase es troben baixos relleus en simples buits, que representen cavalls, cabres, bisons, peixos, ocells i de vegades figures humanes. Es coneixen també molts dibuixos de files de cavalls de cap desproporcionadament gran.